# Walter Haefner
Walter Haefner (Zurique, 13 de setembro de 1910 - 19 de junho de 2012) é um empresário suíço. Maior acionista individual (24,24%) da fabricante de software de TI da CA Technologies (antiga Computer Associates) fundou em 1945 a Automobil Motoren-AG (AMAG, principal importador da Suíça, da Volkswagen, Seat, Skoda e Audi, hoje Grupo AMAG) e outras empresas como a Automation Center AG (processamento de dados), a Walter Haefner Holding AG (serviços financeiros) e a Autark AG (geradores da gasificação), fusionadas em 1978 na Careal Holding AG, uma holding da família Hafner.
Em 2010, foi o primeiro bilionário com mais de 100 anos.